# Trichostatin A
Trichostatin A (TSA) ist ein gegen Pilze wirksames Antimykotikum aus dem Bakterium Streptomyces platensis und blockiert selektiv die Klasse I- und Klasse II-Histon-Deacetylasen (HDAC) von Säugetieren; aber nicht HDAC der Klasse III/ Sirtuine.
TSA  blockiert außerdem den eukaryontischen Zellzyklus während des Beginns der Zellteilung.
TSA kann verwendet werden, um die Genexpression durch Inhibierung der Entfernung von Acetylgruppen auf Histonen (Histon-Deacetylasen, HDAC) zu verändern.
Damit verbessert sich die Fähigkeit der Transkriptionsfaktoren, an DNA-Promotorbereichen andocken zu können.
Da in Krebszellen häufig Histon-Deacetylasen aktiv sind, die die Expression tumorsupprimierende Gene hemmen, besitzt das Trichostatin A Potential als Krebsmedikament.
Eine Theorie zum Wirkmechanismus von TSA besagt, dass das Antibiotikum die Expression von Apoptose-Genen hochreguliert und so die Überlebenswahrscheinlichkeit von Krebszellen senkt. Andere Theorien sehen das TSA als Induktor der Zelldifferenzierung, was einen Wachstumsstop der ansonsten dedifferenzierten und somit teilungsfähigen Krebszellen bewirkt.
In klinischen Untersuchungen wird Trichostatin A bislang kaum eingesetzt.